# Elizabeth Montgomery
Elizabeth Victoria Montgomery (ur. 15 kwietnia 1933 w Hollywood, zm. 18 maja 1995 w Los Angeles) – amerykańska aktorka. Odtwórczyni roli Samanthy Stephens w sitcomie ABC Ożeniłem się z czarownicą (1964–1972), za którą otrzymała pięć nominacji do nagrody Emmy (1966–1970) i cztery nominacje do nagrody Złotego Globu (1965, 1967, 1969, 1971).
4 stycznia 2008 otrzymała pośmiertnie własną gwiazdę w Alei Gwiazd w Los Angeles znajdującą się przy 6533 Hollywood Boulevard.

## Życiorys
Urodziła się w Hollywood w Kalifornii, jako córka pary aktorskiej, Elizabeth Daniel Bryan Allen i gwiazdy filmowej Roberta Montgomery’ego. Jej rodzina miała irlandzkie i szkockie korzenie. Miała starszą siostrę Marthę (1930–1931), która zmarła w niemowlęctwie, i młodszego brata Roberta „Skipa” Jr. (1936–2000). Od dziecka marzyła o karierze aktorskiej. Uczęszczała do szkoły dla dziewcząt Harvard-Westlake School w Holmby Hills. Ukończyła Spence School w Nowym Jorku i nowojorską Academy of Dramatic Arts.
Po raz pierwszy pojawiła się na telewizyjnym ekranie ze swoim ojcem w kilku odcinkach serialu NBC Robert Montgomery prezentuje (Robert Montgomery Presents, 1951–1956). W 1953 zadebiutował na Broadwayu w roli Janet Colby w komedii Późna miłość, za którą zdobyła nagrodę Theatre World. Na kinowym ekranie wystąpiła się po raz pierwszy w roli Margaret Lansdowne w biograficznym dramacie wojennym Billy Mitchell przed sądem wojskowym (The Court-Martial of Billy Mitchell, 1955) u boku Gary’ego Coopera. Od 17 września 1964 do do 25 marca 1972 grała tytułową postać Samanthy Stephens w serialu Ożeniłem się z czarownicą (Bewitched), który okazał się hitem, a produkcję zakończono dopiero po ośmiu sezonach. W późniejszym okresie była obsadzana w głównej roli Ellen Harrod, żony i matki, która zostaje dwukrotnie zgwałcona przez tego samego mężczyznę, w dramacie NBC Przypadek gwałtu (A Case of Rape, 1974) u boku Ronny’ego Coxa, Lizzie Borden w dramacie historycznym ABC Legenda Lizzie Borden (The Legend of Lizzie Borden, 1975) czy seryjnej morderczyni Blanche Taylor Moore w dramacie NBC Morderstwa czarnej wdowy: Historia Blanche Taylor Moore (Black Widow Murders: The Blanche Taylor Moore, 1993). 
Była czterokrotnie zamężna. 27 marca 1954 poślubiał Frederica Gallatina Cammanna, z którym się rozwiodła 9 sierpnia 1955. Na planie odcinka serialu Warner Brothers Presents – pt. „Siege” (1956) poznała aktora Giga Younga, z którym zawarła związek małżeński 28 grudnia 1956. W styczniu 1963 Montgomery rozwiodła się z Youngiem z powodu jego alkoholizmu. 26 października 1963 wyszła za mąż za reżysera i producenta filmowego Williama Ashera. Mieli troje dzieci: dwóch synów – Williama Jr. (ur. 24 lipca 1964) i Roberta (ur. 5 października 1965) oraz córkę Rebeccę Elizabeth (ur. 17 czerwca 1969). 10 października 1974 doszło do rozwodu. W 1973 związała się z młodszym o osiem lat aktorem Robertem Foxworthem. Razem zagrali w dramacie telewizyjnym Zbrodniczy plan (Murder in Mind, 1992). Po dwudziestu latach wspólnego życia wzięli ślub 28 stycznia 1993.
Montgomery chorowała na raka jelita grubego. Podczas kręcenia telewizyjnego dramatu kryminalnego Na tropie zbrodni. Z reporterskich zapisków Edny Buchanan (Deadline for Murder: From the Files of Edna Buchanan, 1995), gdzie wcieliła się w postać reporterki Edny Buchana, zignorowała objawy przypominające grypę. Z powodu późnej diagnozy nowotwór złośliwy dał przerzuty z jelita grubego do wątroby. Zmarła 18 maja 1995 w Los Angeles w wieku 62 lat.

## Wybrana filmografia
- Alfred Hitchcock przedstawia (1958) jako Karen Adams
- One Step Beyond (1960) jako Lillie Clarke
- Nietykalni (1960) jako Rusty Heller
- Prawo Burke’a (1963) jako Stacey Evans
- Rawhide (1963) jako Rose Cornelius
- Prawo Burke’a (1964) jako Smitty
- Ożeniłem się z czarownicą (1964–1972) jako Samantha Stevens
- Flintstonowie (1965) jako Samantha Stevens (głos)
- Batman (1995) jako Barmaid (głos)
- Czarownica (2005) jako Samantha Stevens w materiale archiwalnym (niewymieniony w czołówce)